# Михальский, Здзислав
Здзислав Стефан Михальский (пол. Zdzisław Stefan Michalski; 11 февраля 1928, Ли́да, Новогрудское воеводство — 28 сентября 1985, Варшава) — польский гребец. Участник летних Олимпийских игр 1952 года.

## Биография
Здзислав Михальский родился 11 февраля 1928 года в польском городе Лида Новогрудского воеводства (сейчас Гродненской области Белоруссии).
В 1949—1960 годах выступал в соревнованиях по академической гребле за краковский АЗС.
В 1952 году вошёл в состав сборной Польши на летних Олимпийских играх в Хельсинки. В соревнованиях двоек с рулевым команда, за которую также выступали Чеслав Лоренц и Ромуальд Томас, заняла 2-е место в четвертьфинале с результатом 7 минут 59,8 секунды и стала 3-й в полуфинале (8.12,1), уступив 3,5 секунды попавшей в финал с 1-го места сборной Италии. В заплыве надежды поляки заняли 2-е место, уступив 9,7 секунды попавшей в финал с 1-го места команде Дании.
Мастер спорта Польши.
Впоследствии был инструктором по академической гребле, спортивным организатором.
В 1956 году окончил архитектурный факультет Краковского технологического университета.
С 1960 года был членом Союза архитекторов Польши.
Умер 28 сентября 1985 года в городе Варшава. Похоронен на Повонзском воинском кладбище Варшавы.